# Maserati Tipo 61

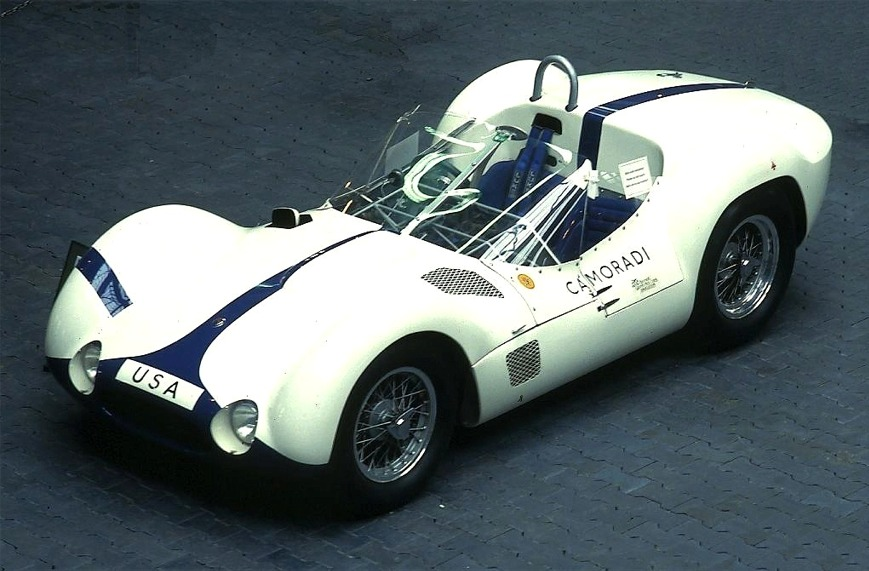
Maserati „Birdcage“

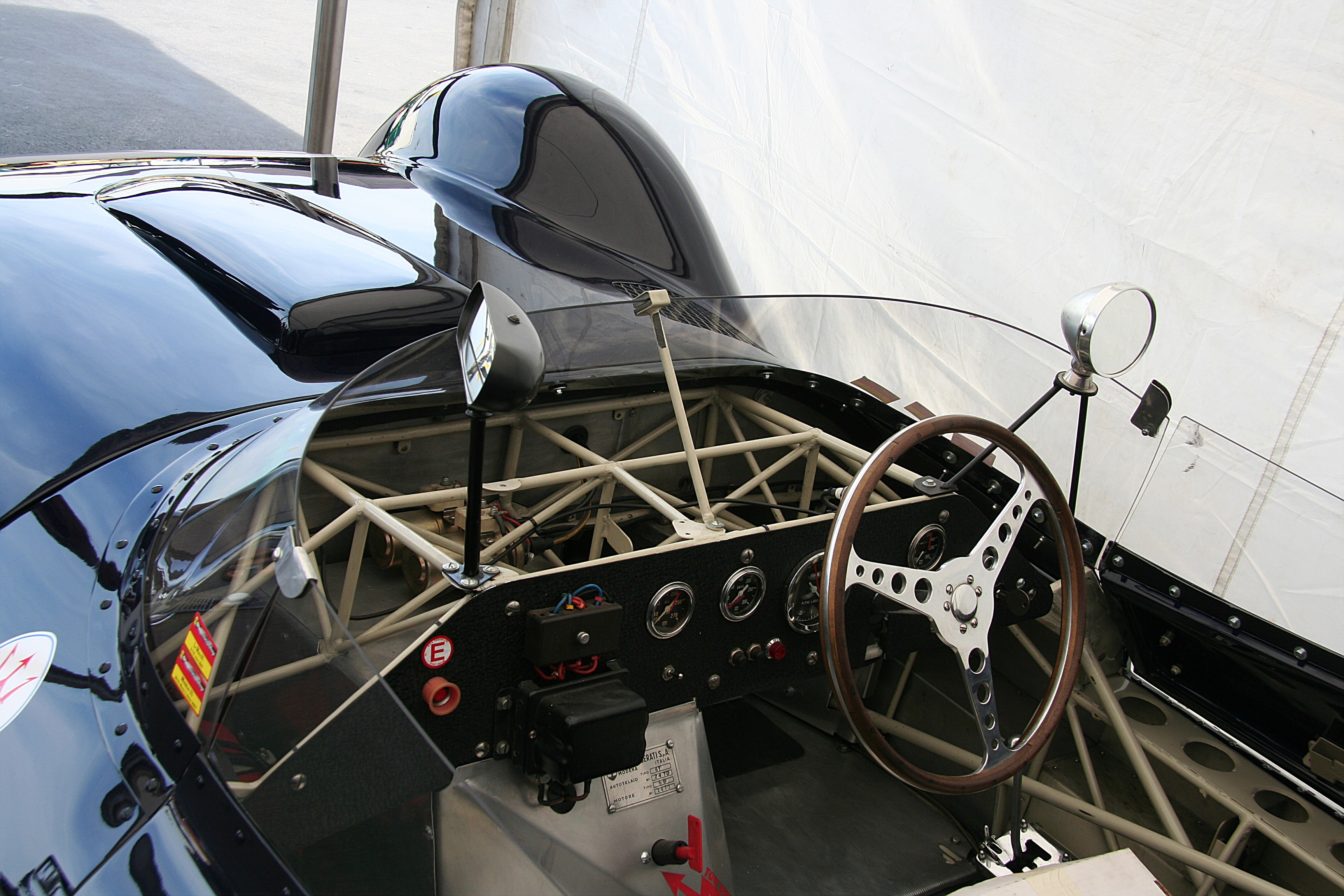
Blick auf einen Teil des „Vogelkäfigs“

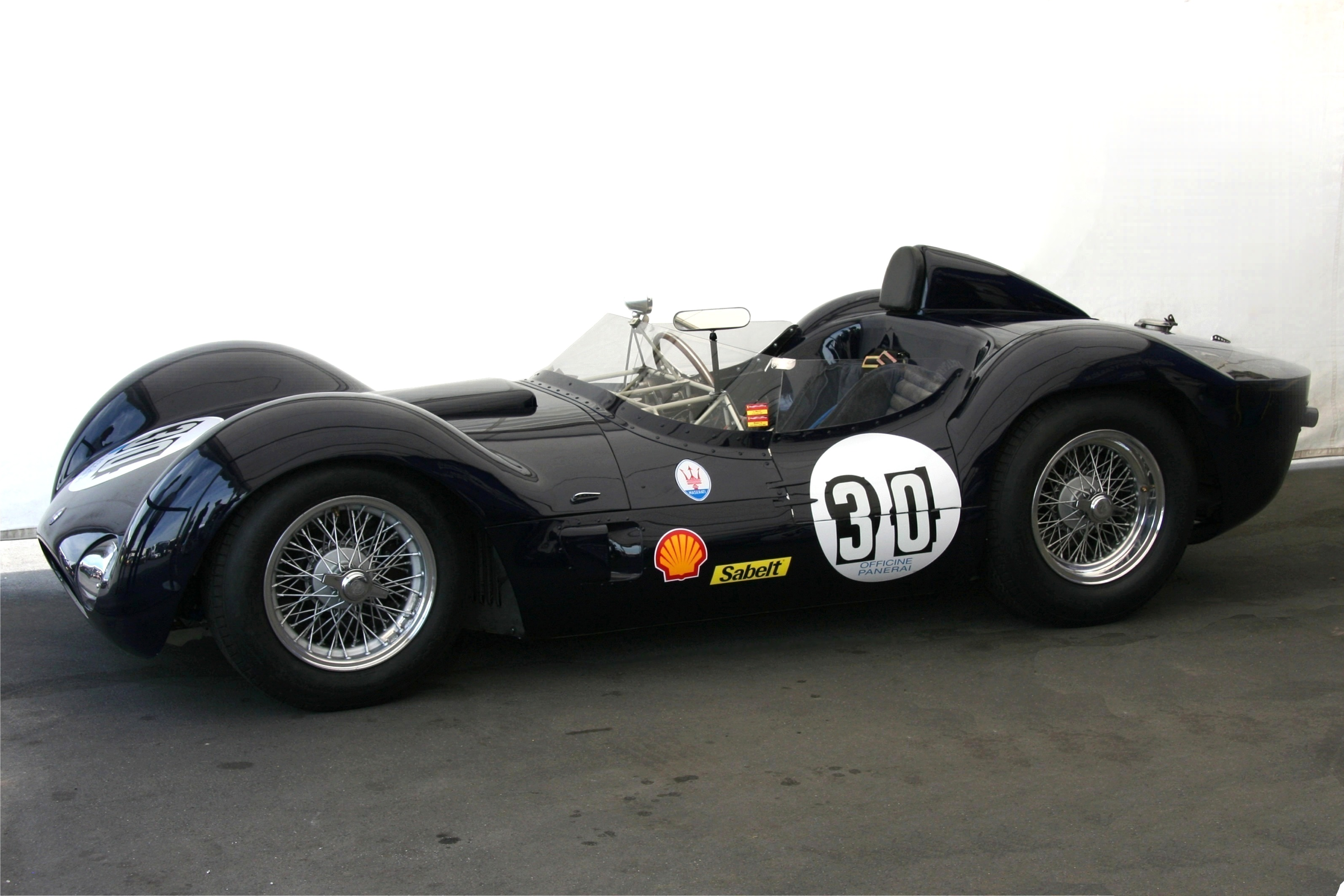
Maserati Tipo 61 beim Oldtimer-Grand-Prix des AvD 2009

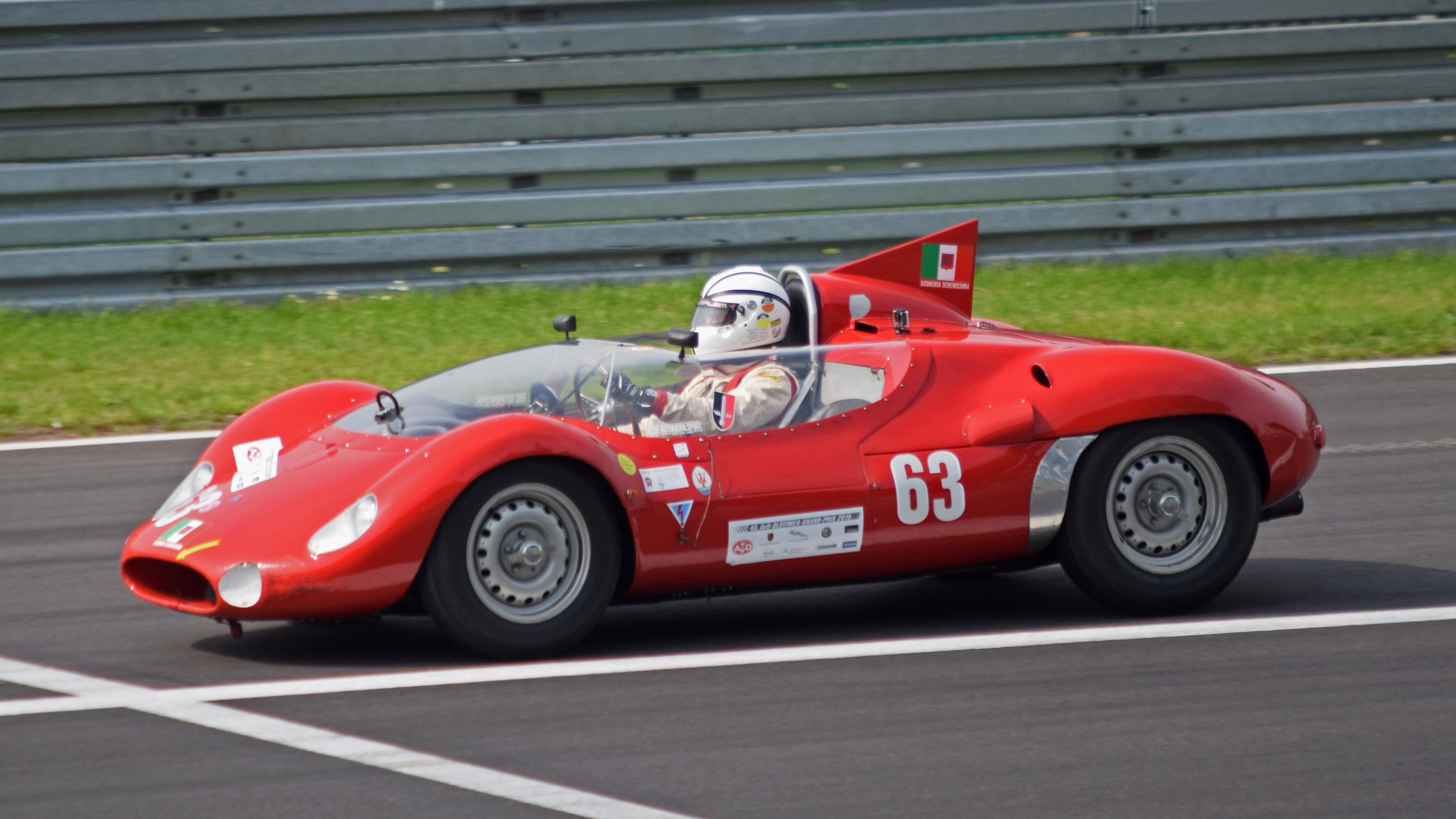
Der Nachfolger des Tipo 61, der Maserati Tipo 63 (1960), nun mit Mittelmotor, beim Oldtimer Grand Prix 2015 auf dem Nürburgring

Der Maserati Tipo 60/61 ist ein Rennsportwagen, den Officine Alfieri Maserati S.p.A. in Modena von 1959 bis 1961 für Kunden baute. Einen Werkseinsatz bei Rennsportveranstaltungen gab es wegen der zu dieser Zeit angespannten wirtschaftlichen Situation des Unternehmens nicht. 22 Fahrzeuge wurden hergestellt.

## Konstruktion
Bekannt wurde der Wagen als Maserati „Birdcage“ („Vogelkäfig“), eine Anspielung auf den ungewöhnlichen, nur 30 kg schweren Gitterrohrrahmen von Giulio Alfieri, der aus mehr als 200 relativ dünnwandigen Stahlrohren mit geringem Durchmesser besteht. Mit dieser Konstruktion erreichte Maserati eine ähnliche Festigkeit wie bei einem wesentlich teureren Monocoque. Eine Besonderheit dieses Maserati-Rahmens ist, dass er auch ohne Karosserie die Form des Fahrzeugs erkennen lässt.
Die Motorhaube des „Birdcage“ ist trotz Frontmotor äußerst flach; denn der Reihen-Vierzylinder ist um 45 Grad geneigt eingebaut, sodass die Luftströmung günstig verläuft, auch wegen der eng umschlossenen Vorderräder und der Abrisskante am Heck.
Die Räder (Drahtspeichenräder) sind vorn an doppelten Dreiecksquerlenkern mit Schraubenfedern und Teleskopstoßdämpfern aufgehängt, hinten ist eine De-Dion-Achse mit querliegender Blattfeder und Teleskopstoßdämpfern eingebaut. Der Wagen hat Scheibenbremsen an allen vier Rädern (von Maserati nach Plänen von Girling hergestellt).
Die Karosserie stellte der Zulieferbetrieb Allegretti e Gentilini in Handarbeit her.
Im Jahr 1961 wurde der Nachfolger Maserati Tipo 63 ebenfalls nach dem Birdcage-Prinzip gebaut, allerdings mit Mittelmotor.

## Technische Daten
| Maserati                 | Tipo 60 (1959)                                                                        | Tipo 61 (1960)                                                                        |
| ------------------------ | ------------------------------------------------------------------------------------- | ------------------------------------------------------------------------------------- |
| Motor:                   | Reihen-4-Zylinder (um 45° nach rechts geneigt)                                        | Reihen-4-Zylinder (um 45° nach rechts geneigt)                                        |
| Hubraum:                 | 1989 cm³                                                                              | 2890 cm³                                                                              |
| Bohrung × Hub:           | 93,8 × 72 mm                                                                          | 95,5 × 92 mm                                                                          |
| Verdichtung:             | 9,8 : 1                                                                               | 9,1 : 1                                                                               |
| Leistung:                | 200 PS bei 7800/min                                                                   | 250 PS bei 6500/min                                                                   |
| Kraftübertragung:        | Mehrscheiben-Trockenkupplung, Fünfganggetriebe mit Differenzial verblockt (Transaxle) | Mehrscheiben-Trockenkupplung, Fünfganggetriebe mit Differenzial verblockt (Transaxle) |
| Karosserie:              | Aluminiumkarosserie auf Gitterrohrrahmen                                              | Aluminiumkarosserie auf Gitterrohrrahmen                                              |
| Gesamtlänge:             | 3800 mm                                                                               | 3800 mm                                                                               |
| Radstand:                | 2200 mm                                                                               | 2200 mm                                                                               |
| Spurweite vorn/hinten:   | 1250/1200 mm                                                                          | 1250/1200 mm                                                                          |
| Reifengröße vorn/hinten: | 5.50 × 16/6.00 × 16 (Tipo 61: 6.50 × 16)                                              | 5.50 × 16/6.00 × 16 (Tipo 61: 6.50 × 16)                                              |
| Eigengewicht:            | ca. 585 kg                                                                            | ca. 600 kg                                                                            |
| Höchstgeschwindigkeit:   | ca. 285–300 km/h                                                                      | ca. 285–300 km/h                                                                      |

## Sportliche Erfolge
Mit diesem Wagen dominierte die italienische Marke Anfang der 1960er-Jahre das Renngeschehen vor allem in den USA, wobei der Name Maserati mit Teams wie Camoradi (Casner Motor Racing Division) und Cunningham in Verbindung steht. Neben anderen Rennen gewann der Maserati Tipo 61 zweimal das 1000-km-Rennen auf dem Nürburgring: 1960 siegten Stirling Moss/Gurney in 7:31.40,5 Std. = 133,2 km/h; 1961 Gregory/Casner in 7:51.39,2 Std. = 127,6 km/h.